# Храбра Мерида
Храбра Мерида (енгл. Brave) је амерички компјутерски-анимирани филм студија Пиксар из 2012. године. Филм су режирали Марк Ендруз и Бренда Чапман, која је уједно и прва режисерка дугометражног филма у историји Пиксара.
Радња филма смештена је у планинске крајеве Шкотске и прати принцезу Мериду која се одупире старим обичајима тиме што одбија да буде верена чиме изазива хаос у краљевству. Гласове у филму позајмљују Кели Макдоналд, Џули Волтерс, Били Коноли и Ема Томпсон.
Храбра Мерида наишла је на позитиван пријем код критичара и публике, што потврђује добра зарада на биоскопским благајнама. Филм је награђен бројним признањима, од којих се као најзначајнија издвајају Оскар, Златни глобус и БАФТА за најбољи анимирани филм.

## Улоге
| Име лика        | Енглески глас  | Српски глас       |
| --------------- | -------------- | ----------------- |
| Мерида          | Кели Макдоналд | Милена Моравчевић |
| Краљица Елионор | Ема Томпсон    | Весна Станковић   |
| Краљ Фергус     | Били Коноли    | Ненад Ћирић       |
| Вештица         | Џули Волтерс   | Горица Поповић    |
| Лорд Дингвол    | Роби Колтрејн  | Слободан Бештић   |
| Лорд Мекгафин   | Кевин Макид    | Бранислав Платиша |
| Лорд Мекинтош   | Крег Фергусон  | Драган Вујић      |